# Kabinett De Gasperi V
Das Kabinett De Gasperi V regierte Italien vom 23. Mai 1948 bis zum 26. Januar 1950. Davor regierte das Kabinett De Gasperi IV, danach das Kabinett De Gasperi VI. Die Regierung von Ministerpräsident Alcide De Gasperi wurde von folgenden Parteien im Parlament getragen:
- Democrazia Cristiana (DC)
- Partito Socialista dei Lavoratori Italiani (PSLI)
- Partito Repubblicano Italiano (PRI)
- Partito Liberale Italiano (PLI)

Am 1. Januar 1948 war die neue Verfassung der Republik Italien in Kraft getreten, die von der Verfassunggebenden Versammlung ausgearbeitet worden war. Auf der Grundlage der neuen Verfassung konnten am 18. April 1948 die ersten regulären Parlamentswahlen der Republik stattfinden, die die Christdemokraten De Gasperis mit 48,5 % der Stimmen und absoluter Mehrheit in beiden Parlamentskammern gewannen. Das neu konstituierte Parlament wählte am 12. Mai Luigi Einaudi zum ersten italienischen Staatspräsidenten. Wegen der neuen, normalisierten politischen Lage trat De Gasperi mit seinem vierten Kabinett zurück.
Trotz der absoluten Mehrheit seiner DC führte er aber die Koalition mit den drei kleineren Parteien fort und sein neues fünftes Kabinett wies gegenüber dem vierten kaum Veränderungen auf. Die Koalition verfügte, unterstützt von der Südtiroler Volkspartei, über eine Mehrheit von 369 der 574 Sitze im Abgeordnetenhaus und 156 der 237 im Senat. Am 28. Juni 1948 schloss die Regierung ein Abkommen über wirtschaftliche Zusammenarbeit mit den USA (Marshallplan). Um der verbreiteten Wohnungsnot Herr zu werden, beschloss die Regierung im Juni/Juli 1948 auf Vorschlag des Arbeits- und Sozialministers Amintore Fanfani den Piano Casa („Hausplan“) zum Bau von 300.000 Sozialwohnungen (case popolari). Auf dessen Grundlage entstand z. B. ab 1950 die Siedlung Tuscolano II in Rom. Am 4. April 1949 trat Italien als Gründungsmitglied der NATO bei. Im November 1949 traten die PSLI-Minister aufgrund innerparteilicher Konflikte zurück und wurden durch DC-Mitglieder ersetzt.
Anfang 1950 geriet die Regierung in eine Krise: Am 9. Januar 1950 wurden sechs streikende Arbeiter in Modena von der Polizei erschossen. Die linke Opposition reagierte mit Massenprotesten. Zur gleichen Zeit setzte der linke Flügel der DC den Ministerpräsidenten unter Druck, den wirtschaftspolitischen Kurs zu ändern. Am 12. Januar 1950 erklärte De Gasperi den Rücktritt der Regierung. Bis zum Antritt der Folgeregierung (De Gasperi VI) am 27. Januar 1950 blieb das alte Kabinett geschäftsführend im Amt.

## Minister

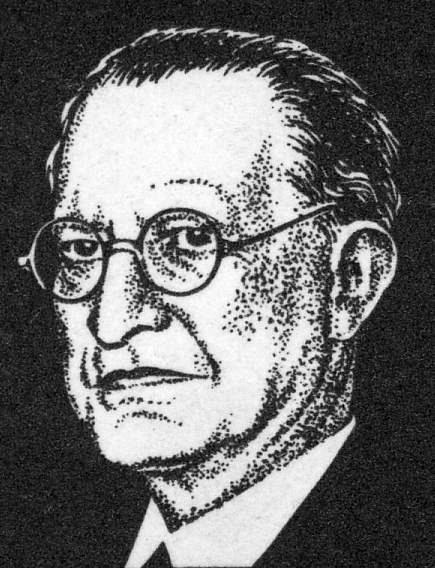
Alcide De Gasperi

| Ministerien                          | Name                                                                                        | Partei       |
| ------------------------------------ | ------------------------------------------------------------------------------------------- | ------------ |
| Ministerpräsident                    | Alcide De Gasperi                                                                           | DC           |
| Stellvertretende Ministerpräsidenten | Attilio Piccioni Giovanni Porzio Giuseppe Saragat (bis 7. November 1949)                    | DC PLI PSLI  |
| Äußeres                              | Carlo Sforza                                                                                | PRI          |
| Inneres                              | Mario Scelba                                                                                | DC           |
| Justiz                               | Giuseppe Grassi                                                                             | PLI          |
| Verteidigung                         | Randolfo Pacciardi                                                                          | PRI          |
| Finanzen                             | Ezio Vanoni                                                                                 | DC           |
| Schatz                               | Giuseppe Pella                                                                              | DC           |
| Haushalt                             | Giuseppe Pella                                                                              | DC           |
| Landwirtschaft                       | Antonio Segni                                                                               | DC           |
| Öffentliche Arbeiten                 | Umberto Tupini                                                                              | DC           |
| Verkehr                              | Guido Corbellini                                                                            | DC           |
| Industrie                            | Ivan Matteo Lombardo (bis 7. November 1949) Giovanni Battista Bertone (ab 7. November 1949) | PSLI DC      |
| Außenhandel                          | Cesare Merzagora (bis 1. April 1949) Giovanni Battista Bertone (ab 1. April 1949)           | parteilos DC |
| Post                                 | Angelo Raffaele Jervolino                                                                   | DC           |
| Arbeit und Soziales                  | Amintore Fanfani                                                                            | DC           |
| Bildung                              | Guido Gonella                                                                               | DC           |
| Handelsmarine                        | Giuseppe Saragat (bis 7. November 1949) Guido Corbellini (ab 7. November 1949)              | PSLI DC      |
| Italienisches Afrika                 | Alcide De Gasperi                                                                           | DC           |
| Ohne Geschäftsbereich                | Roberto Tremelloni (bis 7. November 1949)                                                   | PSLI         |
| Ohne Geschäftsbereich                | Alberto Giovannini                                                                          | PLI          |